# Estação Talleres
A Estação Talleres é uma das estações do Metrorrey, situada em Monterrei, seguida da Estação San Bernabé. Administrada pela STC Metrorrey, é uma das estações terminais da Linha 1.
Foi inaugurada em 11 de junho de 2002. Localiza-se no cruzamento da Avenida Aztlán com a Avenida Esquisto. Atende o bairro Provileón San Bernabé I.